# Pandora granulata
Pandora granulata är en musselart som först beskrevs av Dall 1915.  Pandora granulata ingår i släktet Pandora och familjen Pandoridae. Inga underarter finns listade i Catalogue of Life.